# Козниця
Ко́зниця (болг. Козница) — село в Бургаській області Болгарії. Входить до складу громади Несебир.

## Населення
За даними перепису населення 2011 року у селі проживали 11 осіб, усі — болгари.
Розподіл населення за віком у 2011 році:
Динаміка населення: